# 颱風黛蒂 (1964年)
颱風黛蒂（國際編號：6424，中國大陸編號：6423，台灣編號：6426，聯合颱風警報中心：28W，菲律賓大氣地球物理和天文管理局：Enang）為1964年太平洋颱風季第28個被命名的熱帶氣旋。黛蒂是1964年兩個引致香港天文台懸掛十號風球的其中一個颱風。同時也是唯一一個從香港東面掠過而懸掛十號風球。更成為1949年以來，10月登陸中國的最強風暴，但此紀錄已經被2015年的強颱風彩虹打破。

## 氣象歷史
1964年10月6日，一個低氣壓在雅浦島東南處約140公里形成，以時速35公里向西北移動。10月7日，黛蒂增強至熱帶風暴程度，並在10月9日早上增強至颱風程度。當日，黛蒂更改移動途徑，以時速14公里吹襲呂宋島北部。其後，黛蒂在香港東南偏南約430公里幾乎停留不動。

## 影響

### 英屬香港

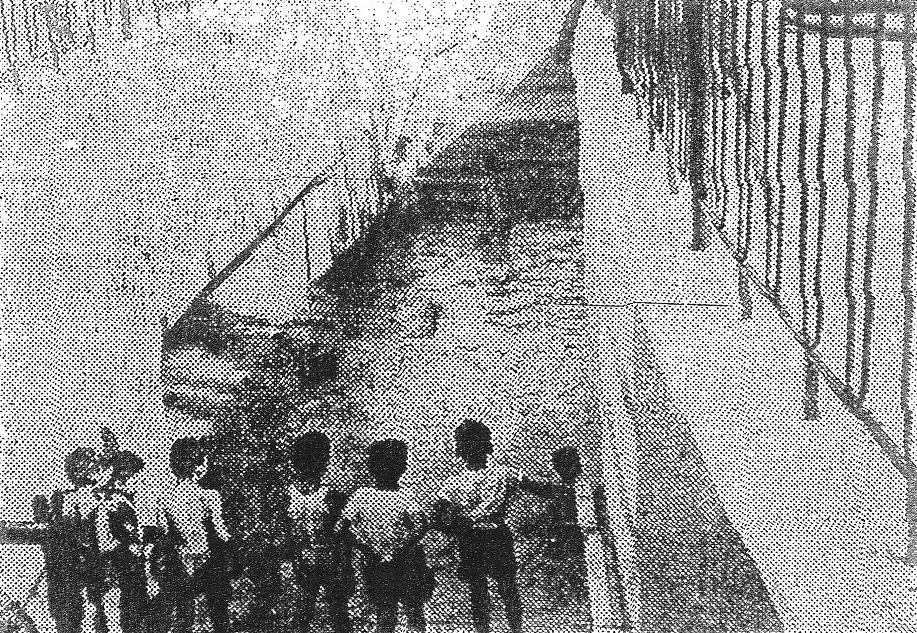
九龍城一條行人隧道被水淹浸，小童嬉水

- 當地懸掛之最高熱帶氣旋警告信號：  十號風球
- 最接近當地位置：皇家香港天文台總部以東35公里

皇家香港天文台於10月10日上午11時15分懸掛一號風球，當時黛蒂集結於香港約740公里外；隨後於10月11日下午7時10分改掛三號風球。在10月12日初時，風暴在停留不動後，恢復以時速約12公里向西北偏北移動。隨着移動途徑持續，天文台於下午1時10分改掛七號風球（相當於現今八號東北信號）。雖然預料風暴會轉向東北移動，但是其西北偏北的路徑於下午及晚間維持。當仍然沒有轉向跡象時，天文台於上午1時30分改掛九號風球，當時黛蒂集結於香港之東南偏南約110公里。並於上午2時30分開始吹東北烈風。天文台於上午4時正改掛十號風球，表示預料隨着颱風中心掠過香港時，風向會突然轉變；當時黛蒂集結於天文台約70公里外。黛蒂以時速約18公里向北移動，並掠過天文台以東約35公里，天文台於上午6時30分錄得最低瞬時海平面氣壓為977.3百帕斯卡。天文台平均風力於上午8時正暫時下跌至每小時54公里，隨後再度增強並改從西吹襲。天文台於中午前仍然持續吹烈風，初時吹偏西風，稍後吹西南風。天文台及大老山錄得最高陣風分別為每小時174及220公里。隨着颱風移入內陸，天文台於10月13日下午12時15分改掛六號風球（相當於現今八號西南信號）；在於下午3時15分改掛三號風球；最後於下午6時25分除下所有信號。

### 葡屬澳門
當地懸掛之最高熱帶氣旋信號：  五號風球（今八號西北風球）
受黛蒂吹襲，澳門氣象台懸掛五號風球，並在10月13日下午1時改掛三號風球。

### 中國大陸

#### 深圳
黛蒂在大鵬灣登陸，中心風力12級以上，主壩迎水坡幹砌石被擊壞，面積達2530多平方米，長400多米，深度0.5至3米，當時在主壩上搶險的機關幹部，公社民兵達600多人，由于颱風爆雨水位較高，故外坡發現牛皮脹現象，立即在牛皮脹出現的地方開挖埋設人字暗溝，把壩體滲透水排往反濾層。

## 熱帶氣旋警告使用紀錄
| 皇家香港天文台 熱帶氣旋警告信號 | 皇家香港天文台 熱帶氣旋警告信號 | 皇家香港天文台 熱帶氣旋警告信號 |
| ------------------------------- | ------------------------------- | ------------------------------- |
| 上一熱帶氣旋                    | 一號風球                        | 下一熱帶氣旋                    |
| 颱風嘉麗                        | 一號風球                        | 熱帶風暴喬治亞                  |
| 颱風嘉麗                        | 三號風球                        | 超強颱風法妮黛                  |
| 超強颱風莎莉                    | 六號風球                        | 颱風雪麗                        |
| 超強颱風莎莉                    | 七號風球                        | 超強颱風法妮黛                  |
| 超強颱風露比                    | 九號風球                        | 颱風雪麗                        |
| 超強颱風露比                    | 十號風球                        | 颱風雪麗                        |

## 註解
1. ↑  西太平洋上曾有多個熱帶氣旋以黛蒂（Dot）命名，以下指1964年出現的颱風黛蒂。
2. 1 2  >. 華僑日報第二張第二頁. 1964年10月14日.（繁體中文）